# Akzhol Makhmudov
Akzhol Makhamadzhanovich Makhmudov (em russo:  Акжол Махамаджанович Махмудов; Osh, 15 de abril de 1999) é um lutador de estilo greco-romana quirguiz, medalhista olímpico.

## Carreira
Makhmudov esteve nos Jogos Olímpicos de Verão de 2020 em Tóquio, onde participou do confronto de peso meio-médio, conquistando a medalha de prata após disputa contra o húngaro Tamás Lőrincz.